# Pammal
Pammal es una ciudad y municipio situada en el distrito de Chengalpattu en el estado de Tamil Nadu (India). Su población es de 75870 habitantes (2011). Se encuentra a 16 km de Chennai y a 55 km de Kanchipuram.

## Demografía
Según el censo de 2011 la población de Pammal era de 75870 habitantes, de los cuales 37971 eran hombres y 37899 eran mujeres. Pammal tiene una tasa media de alfabetización del 91,05%, superior a la media estatal del 80,09%: la alfabetización masculina es del 94,28%, y la alfabetización femenina del 87,83%.